# Madiun
För andra betydelser, se Madiun (olika betydelser).
Madiun är en stad på östra Java i Indonesien. Den ligger i provinsen Jawa Timur och har cirka 180 000 invånare.